# José López Alavez
José López Alavez (* 14. Juli 1889 in Huajuapan de León; † 25. Oktober 1974 in Mexiko-Stadt) war ein mexikanischer Komponist.
López spielte Klarinette in einer Musikgruppe seiner Heimatstadt. 1909 ging er nach Mexiko-Stadt, um am Nationalkonservatorium u. a. bei Julián Carrillo zu studieren. Während der revolutionären Unruhen schloss er sich General Villa an. Später war  er in der avantgardistischen Gruppe Sonido 13 um Carrillo aktiv, deren Theorien er zu verbreiten half.

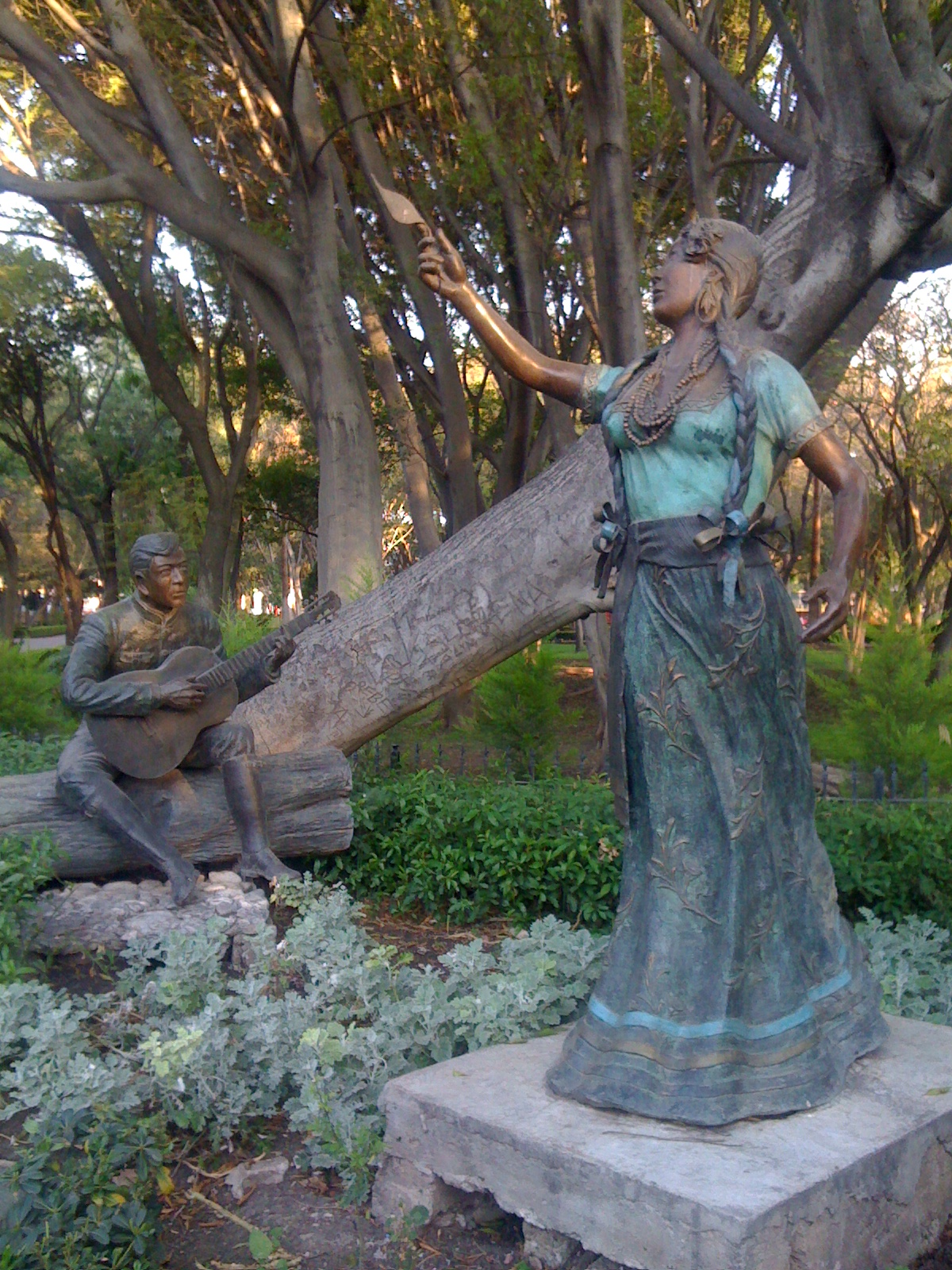
Canción Mixteca, denkmal in Queretaro, Mexiko

Unter seinen mehr als einhundert Kompositionen wurde der 1912 entstandene Canción Mixteca am bekanntesten, mit dem er 1918 den ersten Preis im Kompositionswettbewerb der Zeitschrift El Universal gewann.
(„Canción Mixteca“ ist die Titelmelodie des Filmes Paris, Texas von Wim Wenders und wird von Harry Dean Stanton gesungen zur Begleitung von Ry Cooder.)